# روز السامة
روز السامة (تم إصداره دولياً بأسم العين بالعين) هو فيلم إثارة أمريكي أصدر عام 2019 من بطولة جون ترافولتا ومورغان فريمان. أخرج الفيلم جورج غالو وفرانشيسكو سينكويماني. كتبه ريتشارد سالفاتور وفرانشيسكو سينكويماني ولوكا جيليبرتو، بناءاً على رواية سالفاتور التي تحمل نفس عنوان الفيلم. تم إصدار الفيلم في 24 مايو 2019 بواسطة ليونزغيت، وأنتقده النقاد والجماهير. وكان الفيلم أيضاً فاشل تجارياً، حيث بلغ إجمالي أرباحه 323,754 دولاراً فقط.
حصل الفيلم على الجائزة الدولية لأفضل إخراج في مهرجان تيري دي سيينا السينمائي.

## القصة
تدور أحداث القصة في عام 1978، وتتركز حول المحقق الخاص في لوس أنجلوس كارسون فيليبس. تم تعيينه لإجراء تحقيق في مسقط رأسه في تكساس حيث ظلت باربرا بول، مريضة المصحة العقلية، بمعزل عن العالم الخارجي لبعض الوقت، الأمر الذي جعل ابنة أختها في لوس أنجلوس تشعر بالقلق على سلامتها.
عند وصوله إلى المصحة، لاحظ أن جميع الموظفين يبدون متوترين عندما يطلبها. الدكتور مايلز، كبير الأطباء، كان مراوغاً ولم ينفذ طلب كارسون لعدة أيام. ولذلك لم يستطع كارسون رؤية السيدة بول أبداً.
إلتقى كارسون مع زوجته السابقة جين وابنتهما بيكي. بيكي متزوجة من لاعب الكواتروباك الشهير، هابي. في إحدى الليالي أثناء إحدى المباريات، مات هابي فجأة وتشتبه الشرطة بشدة في بيكي. جاين طلبت من كارسون المساعدة.
كان هابي يسيء التعامل مع زوجته بيكي، لكن بما أنه كان لاعب مشهور، فلن تعتقله الشرطة. كان الدكتور مايلز يقتل المرضى الذين لم يتلقوا دعماً مالياً من عائلاتهم، بما في ذلك باربرا بول، ويجمع أموال الضمان الاجتماعي الخاصة بهم. كارسون يكشف الحقيقة والدكتور مايلز قتل بالرصاص من قبل أحد المرضى.
يتصالح كارسون وجين ويجد كارسون زجاجة من حبوب علاج السرطان عند جين. تم العثور على نفس الدواء في دم هابي. يتهمها كارسون «بفعل أي شيء لحماية ابنتها» ويدرك أنها هي التي سممت هابي. خرجت بيكي وسألتها عما إذا كانت قد فعلت ذلك. في البداية، أنكرت جين كل شيء، لكنها اعترفت بعد ذلك بأنها اعتقدت أن هابي ستقتل بيكي ولأنها لم يكن لديها وقت طويل لتعيشها، فلن يُترك أحد لحماية ابنتها. بيكي تغفر لها.
ينتهي الفيلم بتصريح كارسون بأنه سيعود إلى المنزل، ثم يدرك أنه في المنزل، مما يعني أنه سيبقى مع زوجته السابقة وابنته بدلاً من العودة إلى لوس أنجلوس.

## الممثلين
- جون ترافولتا بدور المحقق الخاص كارسون فيليبس
- مورغان فريمان بدور دوك
- بريندان فريزر بدور الدكتور مايلز ميتشل
- فامك جانسن بدور جاين هونت
- إيلا بلو ترافولتا بدور ريبيكا «بيكي» هانت
- روبرت باتريك بدور الشرطي بينج والش
- بيتر ستورمار بدور سلايد أولسين
- كاترينا غراهام بدور روز
- بليريم دستاني مثل لورينزو
- ديفين إليري بدور هابي تشاندر
- أليس باغاني بدور فيوليت غريغوري
- نيك فاليلونجا بدور نيك الحارس الشخصي العملاق

## الإخراج
كان فورست ويتاكر من المرشحين لتأدية دور الدكتور ميتشل قبل أن يقوم بريندان فريزر بتأدية الدور.
تم التصوير في سافانا، جورجيا، في يونيو 2018. وأستمر في إيطاليا بعد الصيف.

## الإصدار
تم إصدار الفيلم في 24 مايو 2019 بواسطة ليونزغيت. تم تخصيص الفيلم لذكرى ستيف وجيرالدين سالفاتور، والدا ريتشارد سالفاتور، الذي كتب رواية روز السامة.

## الأستقبال
في مجمع المراجعة روتن توميتوز، حصل الفيلم على نسبة 0٪ بناءاً على 6 مراجعات، بمتوسط تقييم 3.35/10. على ميتاكريتيك، حصل الفيلم على  تقييم متوسط 30 من 100، بناءاً على أربعة نقاد، مما يشير إلى أن الفيلم حصل على «مراجعات سلبية». ووصفت صحيفة الغارديان الفيلم بأنه «قصة مثيرة سخيفة ومملة بشكل عام».

## الروابط الخارجية
- روز السامة  في قاعدة بيانات الأفلام على الإنترنت (بالإنجليزية)
- روز السامة في روتن توميتوز.